# グロスター (軽巡洋艦・初代)
|          |                                                                                              |
| 艦歴     |                                                                                              |
| 発注     |                                                                                              |
| 起工     | 1909年4月15日                                                                                |
| 進水     | 1909年10月28日                                                                               |
| 就役     | 1910年10月                                                                                   |
| 退役     |                                                                                              |
| その後   | 1921年5月9日にスクラップとして売却                                                           |
| 除籍     |                                                                                              |
| 性能諸元 |                                                                                              |
| 排水量   | 4,800トン                                                                                    |
| 全長     | 453 ft (138 m)                                                                               |
| 全幅     | 47 ft (14 m)                                                                                 |
| 吃水     | 15.5 ft (4.7 m)                                                                              |
| 機関     | パーソンズ式蒸気タービン、4軸推進、 ヤーロウ缶12基、22,000hp                                 |
| 最大速   | 25ノット (46 km/h)                                                                           |
| 乗員     | 411名                                                                                        |
| 兵装     | 6インチ砲2門、 4インチ砲10門、 3インチ砲1門、 3ポンド砲4門、 機銃4基、 18インチ魚雷発射管2門 |

グロスター (HMS Gloucester) は、イギリス海軍のタウン級の1隻。艦名はイングランド南部の都市グロスターに因む。

## 艦歴
「グロスター」は1909年4月15日にグラスゴーのウィリアム・ビアードモア・アンド・カンパニーで起工した。1909年10月28日に進水し、1910年10月に就役した。
就役後は地中海の第2軽巡洋艦戦隊に配属され、1914年8月にゲーベン追跡戦に参加した。この戦闘で「グロスター」にはアーチボルド・バークレー・ミルン提督が座乗し、軽巡洋艦「ブレスラウ」に対して水線付近に1発の直撃弾を与えた。しかしながら「ブレスラウ」の逃走を防ぐことはできなかった。その後「グロスター」はアフリカ西岸においてドイツ艦の探索任務に就いた。1915年2月にグランドフリートの第3軽巡洋艦戦隊に配属される。1916年4月にはイースター蜂起が起こり、「グロスター」はアイルランドのゴールウェイに対して砲撃を行った。
1916年5月31日および6月1日、「グロスター」はユトランド沖海戦に参加した。その後第2軽巡洋艦戦隊に転属となる。地中海での活動後、1916年12月にアドリア海の第8軽巡洋艦戦隊に配属となる。「グロスター」は第一次世界大戦を生き残り、1921年5月9日にスクラップとして売却された。